# Línea C-1 (Cercanías Bilbao)
La línea C-1 (nomenclatura CTB: C1) es la más concurrida de las tres líneas de ancho ibérico de Cercanías Bilbao y pertenece al antiguo Ferrocarril de Bilbao a Portugalete y Triano. La línea comienza en la estación de Bilbao Abando y llega a la de Santurce, atravesando en su trayecto los municipios de Bilbao, Baracaldo, Sestao, Portugalete y Santurce. Esta línea cuenta con un total de 14 estaciones.
Una de sus características es que, al igual que la C-2, tiene los andenes más altos que los del resto de la red ferroviaria por lo que los trenes tienen que ser modificados para que puedan dar servicio por estas líneas.
Circulan, además de los trenes de cercanías, mercancías con destino al puerto de Bilbao, al que se accede por un ramal que comienza en la estación de Santurce, en el extremo de la línea.

## Historia

### Primeros años
El ferrocarril de Bilbao-Portugalete inauguró la primera sección el 19 de marzo de 1888 entre la capital bilbaína y el barrio baracaldés de Desierto (estación de Desierto-Baracaldo). El 24 de septiembre de ese mismo año se completó la línea hasta Portugalete, con un recorrido de 17 km. Pocos años después ante el notable incremento del tráfico se duplicó la vía, fue una inversión fácil hasta llegar la línea al borde la Ría del Nervión sin desniveles, sin apenas viviendas y con el visto bueno de las empresas afectadas. Posteriormente, el 21 de diciembre de 1926, fue prolongado hasta Santurce y su ramal al puerto mediante un túnel de 1 km en vía única que atravesaba prácticamente todo Portugalete. Esta ampliación provocó la supresión de la antigua estación de Portugalete el 14 de julio de 1957 debido a que los trenes debían hacer una inversión de marcha para continuar su recorrido. En los años 70 se construyó un segundo túnel paralelo en dicho tramo para que se pudiese explotar la línea con facilidad en doble vía y aumentar su capacidad.
Aunque en principio la línea ferroviaria estuvo pensada para mercancías, los servicios de cercanías se implantaron pocos años después de completarse la línea. Hasta entonces, ese trayecto para pasajeros se hacía con el Tranvía Bilbao-Santurce por un trazado similar, motivo por el cual la línea tranviaria desapareció. Debido al intensísimo tráfico que soportaba esta línea, fue electrificada en agosto de 1933 con una tensión de 1.500 voltios y reconvertida a 3.000 V en 1991 para unificarla con el resto de la Red.
Desde los años 30 línea C-1 de Cercanías unía en sus inicios la estación de Bilbao-La Naja con la antigua estación de Santurce, atravesando toda la Margen Izquierda de la Ría de Bilbao, y dando así servicio a los trabajadores de las industrias y fábricas de Sestao y Baracaldo. 
Con la inauguración del Museo Guggenheim Bilbao en 1997 se renombró la estación de Bilbao-Parque por estación de Bilbao-Parque/Guggenheim.

### Variante Sur Ferroviaria (C-1 y C-2)

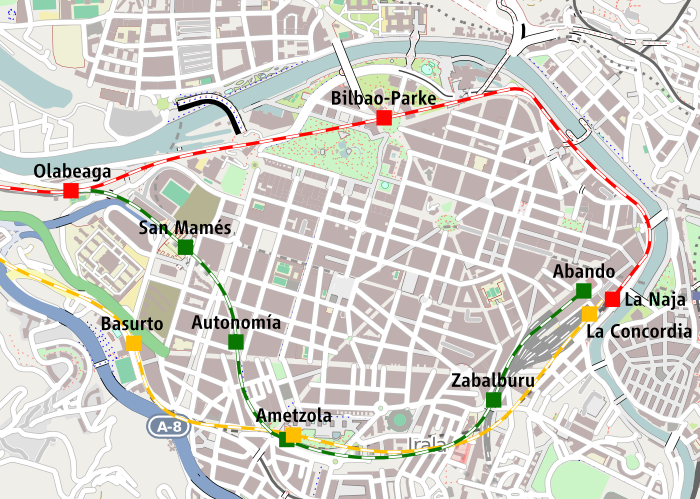
Variante Sur Ferroviaria en Bilbao.
Trazado original.
Trazado tras la consturcción de la Variante Sur Ferroviaria.
Trazado de Renfe Cercanías AM.

Más tarde, gracias al trabajo de la sociedad Bilbao Ría 2000, se inauguró la Variante Sur Ferroviaria, cambiando el trazado de la línea entre las estaciones de Olabeaga y Bilbao-La Naja. Así, se abrieron en el año 2000 las estaciones de San Mamés, Autonomía, Amézola y Zabalburu, se modificó la estación de Olabeaga, y la estación terminal de los trenes de Cercanías pasó a ser la remodelada estación de Bilbao-Abando, donde también llegan los trenes de largo recorrido, así como los Cercanías de la línea C-3 (Bilbao-Abando-Orduña). 
Con la inauguración de la Variante Sur Ferroviaria se cerró la estación de Bilbao-La Naja y se creó la Línea C-4, entre las estaciones de Olabeaga y Bilbao-Parquee/Guggenheim que en el año 2002 también sería clausurada por motivos urbanísticos provocando el cierre definitivo de la línea C-4 dado que el motivo principal del uso de ese desvío era el del tráfico de mercancías y esa tarea se llevó a la nueva terminal de Bilbao-Mercancías en Santurce (antes los mercancías hacían un cambio de sentido en Olabeaga u ocasionalmente en la playa de vías de Desierto-Baracaldo). Desde el puente del Arenal se pueden ver los restos de lo que fue la antigua estación terminal de Bilbao La Naja, y desde el puente Euskalduna un pequeño tramo de la desmantelada línea C-4 (anteriormente de la C-1), hoy en desuso. Parte de se trazado de la C-4, ya urbanizado, se aprovechó para crear la primera línea de EuskoTran, la Línea A del Tranvía de Bilbao (en superficie).

### Nuevas estaciones y soterramientos (desde el año 2002)
Un año después, la nueva estación de Santurce fue inaugurada, cerca de la anterior estación aunque unos 100 metros antes alejándola del centro, también por Bilbao Ría 2000. Gracias a esta reinauguración, el espacio que ocupaba la antigua estación de Renfe en Santurce se utilizó como aparcamiento en superficie, si bien este desapareció para dar lugar a una ampliación del Parque Central con un aparcamiento subterráneo. Además, junto al aparcamiento se ha construido un tanque almacenador de agua de tormentas, de 12.000 m³ de volumen, gracias al cual el parque central no se inunda con las lluvias.
En el 2004 se construyó el Intercambiador de San Mamés, cambiando la ubicación de la antigua estación de San Mamés y conectando así el intercambiador con las líneas del Metro de Bilbao, EuskoTran y Termibús.
La futura Variante sur ferroviaria de mercancías de Bilbao implicará la supresión de la mayoría de trenes de mercancías por esta línea pudiendo mejorar frecuencias, aunque no se prevé que la línea se adapte completamente a trenes de pasajeros ya que la línea se seguirá utilizando para algunos trenes de mercancías con origen/destino ArcelorMittal Sestao y como trazado alternativo en caso de problemas en la mencionada variante. De hecho la línea ya tuvo una frecuencia de 6-12 minutos sin necesidad de construirse esta variante.
En 2009 finalizó el semi-soterramiento de la línea entre la estación de Desierto-Baracaldo y el puente de Róntegui.
En 2010 se incorporaron trenes CIVIS a esta línea C-1, recortando el viaje entre la estación de Santurce y Bilbao-Abando en 4 minutos. Aunque solo duraron 1 año en gran parte debido al corto trayecto que apenas generaba un ahorro de tiempo a costa de quitar trenes a otras estaciones.

## Ampliaciones y obras posibles
- Olabeaga: Está previsto hacer una remodelación completa de dicha estación, cubriendo vías y soterrándola, dentro de la operación integral Basurto-Olabeaga.
- Luchana y Burceña: Se reubicará la estación para dar servicio al nuevo núcleo urbano junto al complejo Puerta Bizkaia (anteriormente conocido como Torres Sefanitro). Con la reubicación de la estación de Luchana y la apertura del futuro parque empresarial de Burceña se abre la posibilidad de colocar una estación en este barrio baracaldés aunque todo dependería de la ubicación exacta de la nueva estación de Luchana.
- Baracaldo: Se ha soterrado la línea entre la estación y el Puente de Róntegui. Bilbao Ría 2000 construirá una nueva estación en Baracaldo, cubierta. Se construirá un edificio, y en la parte superior de este se habilitará una plaza con un gran cubo de cristal, desde donde se accederá a los andenes. Además, se crearán nuevos accesos, con un puente, un ascensor, escaleras y rampas mecánicas. Existirán accesos a ambos lados del edificio, en el paseo del Ferrocarril y la travesía de Murrieta, y todos ellos llegarán a un vestíbulo acristalado, desde donde se bajará a los andenes. En paralelo a las vías de la nueva estación se abrirá un paseo que una la estación con el polideportivo de Lasesarre. Las obras costarán 8,15 millones de €.
- Urbinaga: Desde el proyecto de llegada del metro a ese barrio se ha estado estudiando la posibilidad de construir una estación intermodal en dicho barrio de Sestao que sirva como nudo entre Metro Bilbao y Renfe Cercanías, y posteriormente también incluidos en el proyecto la conexión con los tranvías del Tranvía UPV - Leioa - Urbinaga y el Tranvía de Baracaldo.[5] La estación estaría situada entre la de Baracaldo y la actual estación de Galindo.
- La Iberia: Se reubicará la estación para dar servicio al nuevo Museo de la Siderurgia que se construirá en el Horno Alto 1 de Altos Hornos de Vizcaya. Además se prevé la modificación del nombre de la estación por Sestao o La Iberia-Sestao si finalmente se suprime la actual parada de Sestao.
- Portugalete: Se soterrará la estación de  Portugalete, se construirá una galería comercial en la nueva estación y unos ascensores comunicarán la calle Sotera de la Mier con la estación portugaluja.
- Puente Colgante: Desde el 2008 se está barajando la posibilidad de construir un nuevo apeadero en Portugalete, junto al Puente Colgante, entre las estaciones de Peñota y Portugalete, que actuaría como nudo entre Renfe Cercanías y el Transbordador de Vizcaya. Desde la inauguración del túnel de Portugalete están habilitados los andenes pero nunca se ha llegado a horadar la salida.[6]